# Thức ăn đường phố

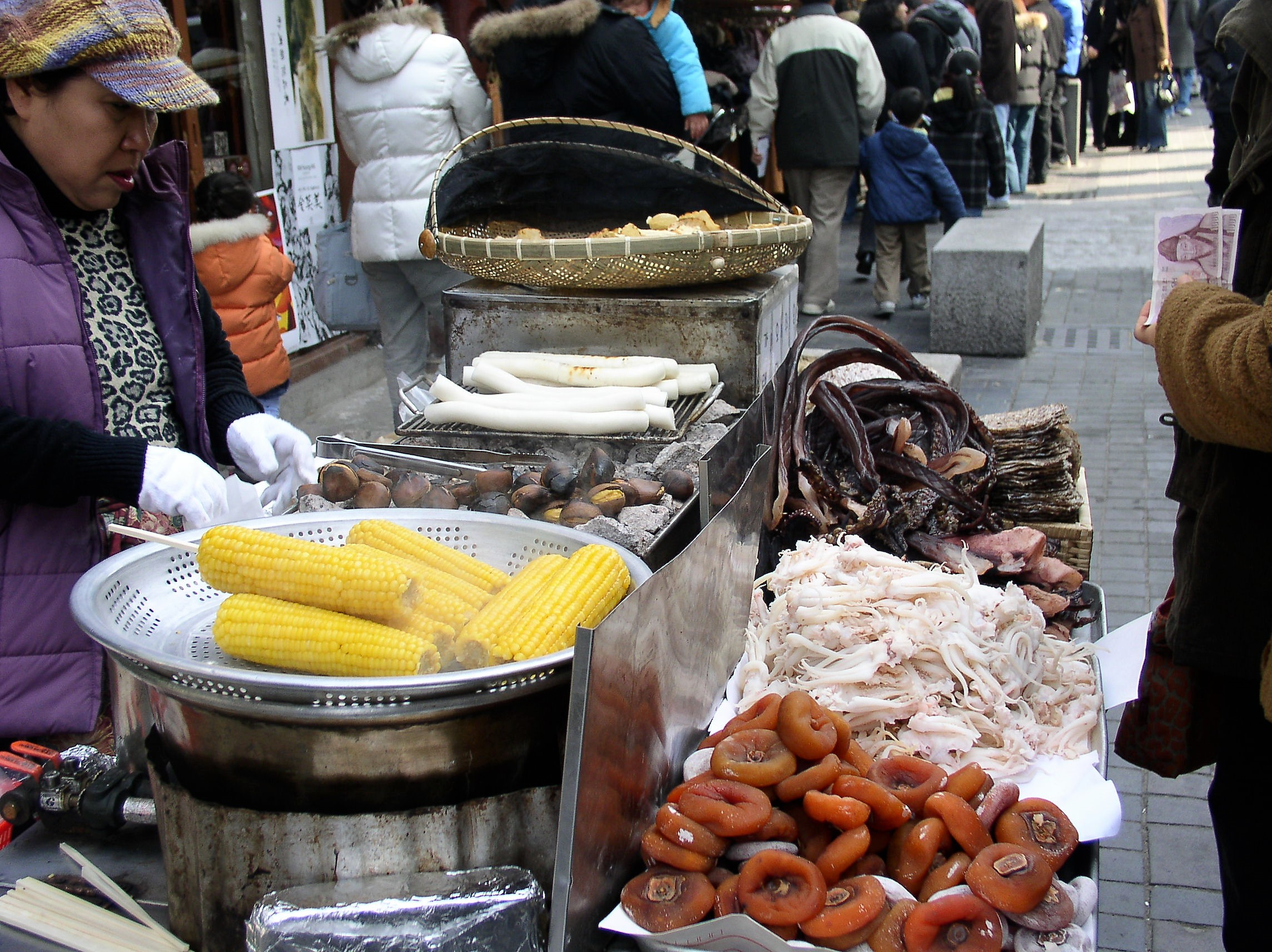
Thức ăn đường phố ở Hàn Quốc

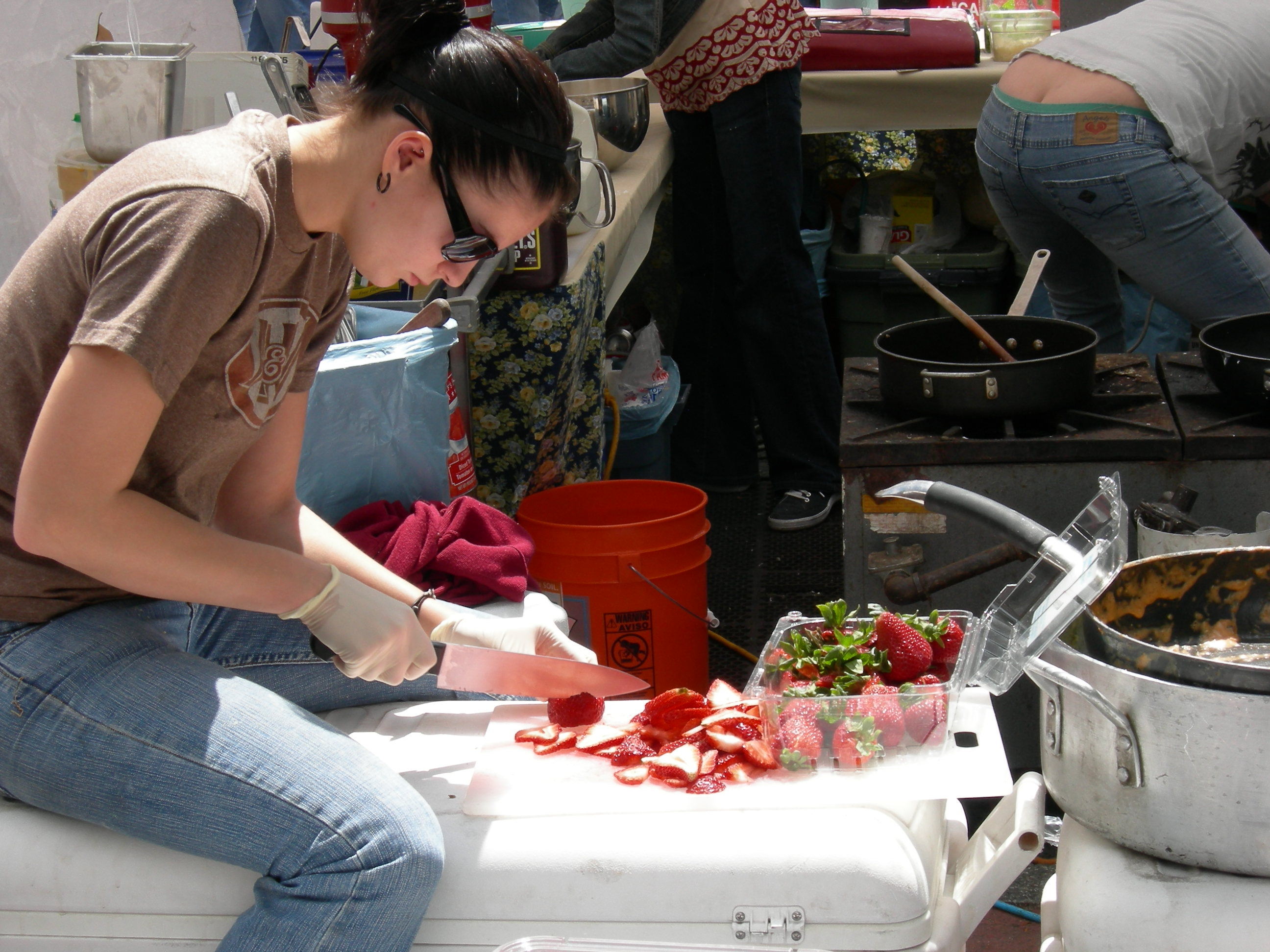
Thức ăn đường phố được phục vụ tại chỗ ở Mỹ

Thức ăn đường phố (hay còn gọi là thức ăn vỉa hè hay thức ăn lề đường) là những loại thức ăn, đồ uống đã chế biến sẵn hoặc sẵn sàng chế biến và phục vụ tại chỗ theo yêu cầu của khách hàng được bày bán trên vỉa hè, lề đường trên các đường phố, khu phố đông người hoặc những nơi công cộng khác, chẳng hạn như một siêu thị, công viên, khu du lịch, điểm giải trí, khu phố ăn uống ngoài trời... thông thường thức ăn đường phố được bày bán trên các tiệm ăn di động, quán ăn tạm thời hay là từ một gian hàng di động cho đến các loại xe đẩy bán đồ ăn, thức uống. Theo khái niệm của Tổ chức Y tế thế giới (WHO), thức ăn đường phố là những đồ ăn, thức uống được làm sẵn hoặc chế biến, nấu nướng tại chỗ, có thể ăn ngay và được bày bán trên đường phố, những nơi công cộng.

## Đặc điểm
Hầu hết các thức ăn đường phố là các món phục vụ tại chỗ và là thức ăn nhanh. Thức ăn đường phố chi phí ít hơn một bữa ăn trong nhà hàng và nhanh chóng, tiện lợi, giá cả phải chăng nên sức cạnh tranh cao và được tiêu thụ với số lượng lớn. Theo Tổ chức Lương thực và Nông nghiệp Liên Hợp Quốc (FAO) thì khoảng 2,5 tỷ người ăn thức ăn đường phố mỗi ngày. Thức ăn đường phố có mối liên hệ mật thiết Take-out (đồ mang đi), đồ ăn vặt (hàng rong, quà vặt), đồ ăn nhẹ (snack), thức ăn nhanh, nó được phân biệt bằng hương vị đặc trưng của địa phương, vùng miền và được mua trên đường phố, mà không cần nhập bất kỳ trụ sở hay công trình xây dựng gì. Từ lâu, thức ăn đường phố là một nhu cầu của người dân đô thị, việc phát triển các loại hình thức ăn đường phố là một nhu cầu tất yếu của xã hội, đem lại nhiều thuận tiện cho người tiêu dùng. Tuy nhiên, bên cạnh sự thuận tiện này là những mối nguy hại tới sức khỏe, tính mạng khách hàng, thậm chí là cả cộng đồng. Có ba loại thức ăn đường phố cơ bản là bán trong cửa hàng cố định, bán trên hè phố và bán rong.
Thức ăn đường phố ngày càng trở nên phổ biến cùng với nếp sống đô thị hóa vì các mặt tích cực của nó đối với xã hội:

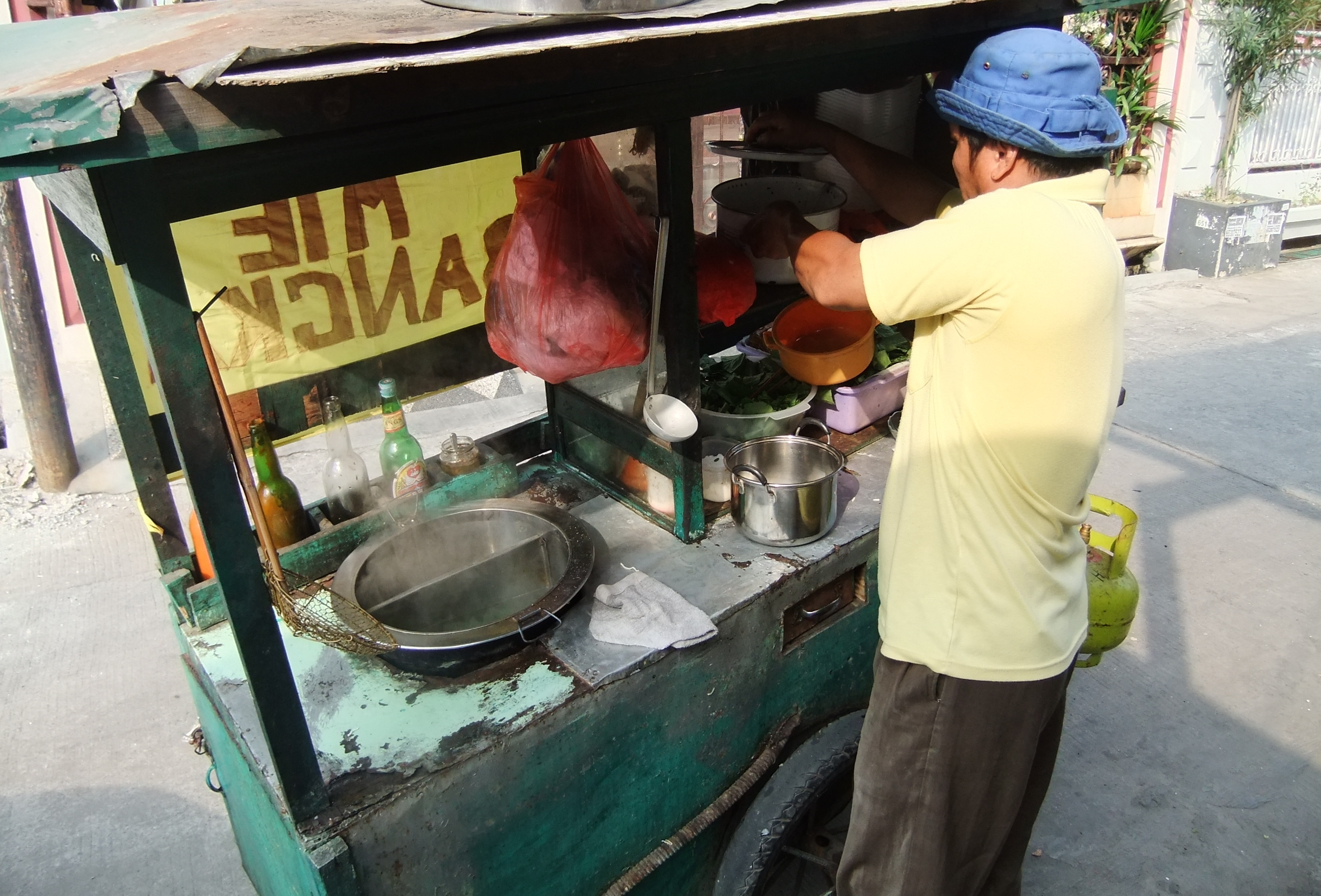
Một xe đẩy ở Indonesia

- Nó cung cấp một nguồn thức ăn thường giàu chất dinh dưỡng với giá cả phải chăng và mang hương vị đặc biệt (do kinh nghiệm riêng của người chế biến). Thức ăn đường phố thường đa dạng và tiện lợi cho những người có thu nhập thấp và eo hẹp thời gian, đồng thời cũng hấp dẫn cả khách du lịch và những người có kinh tế khá.
- Thuận tiện cho người tiêu dùng, nguồn thức ăn đa dạng, hấp dẫn, đóng vai trò quan trọng trong việc cung cấp thức ăn cho xã hội.
- Tạo được nguồn thu nhập đáng kể cho nhiều người, đặc biệt là đối tượng phụ nữ, nguồn lao động chính tham gia vào dịch vụ ăn uống đường phố (nhất là phụ nữ, những người di cư từ nông thôn ra đô thị). Loại hình này đã mang đến cơ hội làm ăn, tạo bước khởi đầu cho những ai có vốn kinh doanh ít vì đầu tư ngành này cần ít vốn và không cần nhiều trang thiết bị.
- Đôi khi thức ăn đường phố còn là nét văn hóa ẩm thực đặc trưng của mỗi vùng miền, mỗi quốc gia.[6]

Bên cạnh mặt tích cực, nó cũng tiêu cực của nó, đó là 
- Vấn đề vệ sinh an toàn thực phẩm. Người bán thường còn hạn chế kiến thức cơ bản về vệ sinh an toàn thực phẩm, điều kiện kinh tế hạn hẹp nên có thể thức ăn dễ biến chất làm ảnh hưởng sức khỏe người tiêu dùng. Việc sản xuất và bày bán thiếu hạ tầng cơ sở và vệ sinh môi trường (cung cấp nước sạch, xử lý rác, chất thải, công trình vệ sinh...),
- Hoạt động này cũng khó kiểm soát do sự đa dạng, cơ động tạm thời, mùa vụ...
- Mối nguy cơ cho sức khoẻ cộng đồng (ngộ độc thực phẩm, các bệnh lây truyền qua thực phẩm), ảnh hưởng tới cảnh quan và văn minh đô thị.

## Trên thế giới
Thức ăn đường phố thông dụng trên thế giới, trong đó có thể kể đến một số món đặc sản như là:

### Châu Mỹ

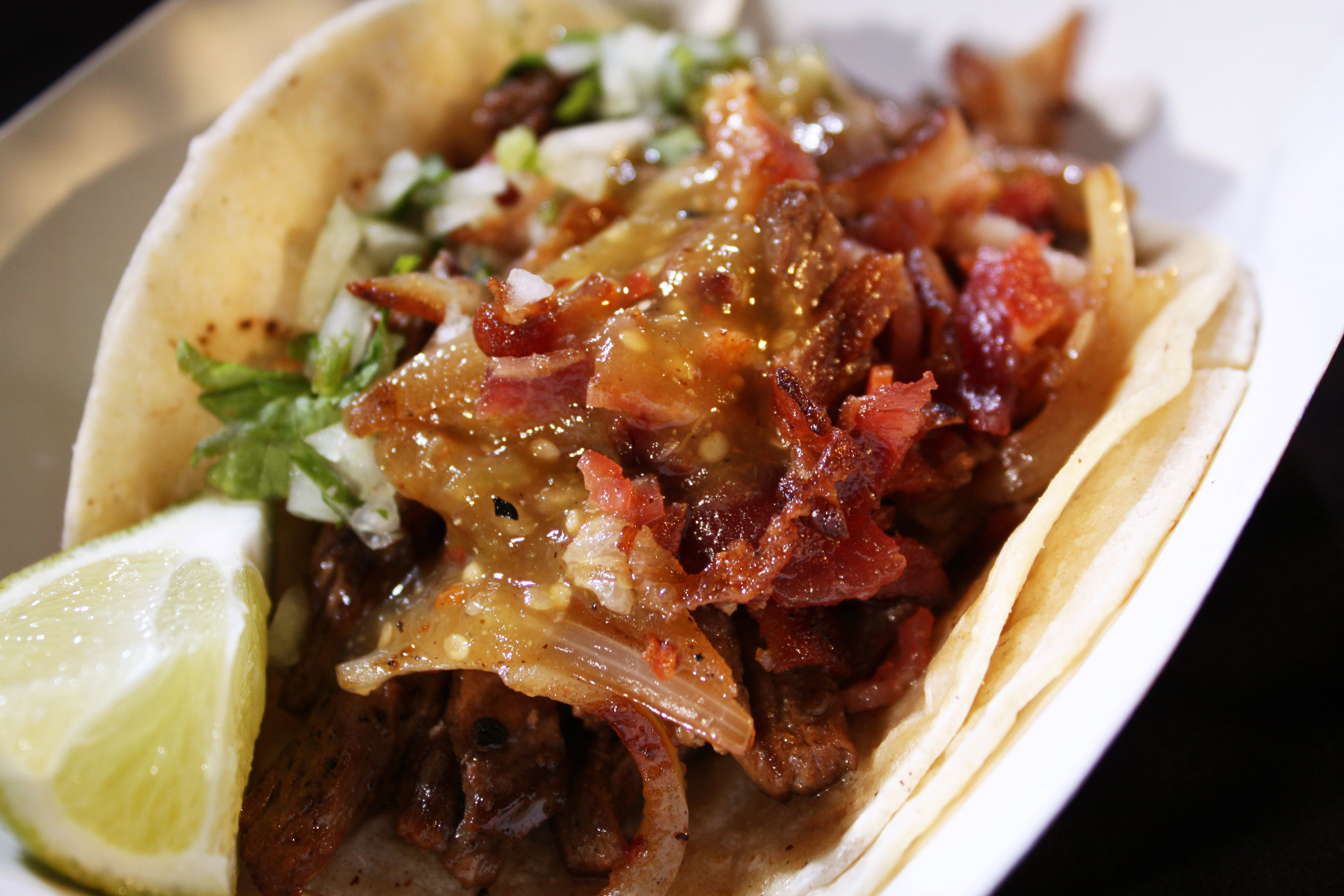
Món taco của Mexico

Châu Mỹ có nhiều món ngon như món Taco ở San Miguel de Allende, México, là những khoanh thịt từ một khối thịt heo màu đỏ nhạt đang được nướng trên một cái xiên rồi đặt vào giữa hai lớp bánh mỏng làm bằng bắp, sau đó rắc thêm một ít xốt dứa có vị mặn. Ở Cartagena, Colombia thì có món Arepas là cái bánh tráng tròn và dẹp làm bằng bột bắp, chứa đầy phô mai hoặc trứng rồi được nướng hay chiên giòn tan. Thịt heo ướp nướng và gà nướng ở Ocho Rios, Jamaica, món ăn này xuất xứ từ những người nô lệ Maroons đào thoát khỏi Jamaica vào thế kỷ 17 đã sống bằng thịt lợn rừng và để bảo quản thức ăn, họ xát lên thịt một hỗn hợp gia vị. Ngày nay, món thịt nướng ở Jamaica được ướp với đủ thứ gia vị như nhục đậu khấu, húng tây. Thường thì gà được dùng nhiều hơn heo và lò nướng làm bằng các thùng dầu ăn thay vì bếp củi truyền thống.

### Châu Âu

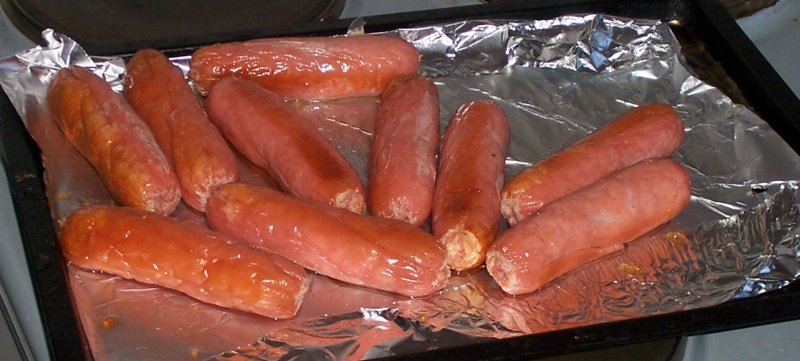
Xúc xích ở Đức

Châu Âu cũng nổi tiếng với nhiều món như: Sandwich lòng bò ở Florence, Ý, là món được làm từ việc hầm bao tử bò với tỏi và hương liệu đến khi thấm, mềm rồi cho vào một ổ bánh giòn tan, điểm thêm chút xốt ớt đỏ hay xốt xanh bằng bạch hoa, ngò tây và cá trồng (anchovy). Xúc xích Currywurst (xúc xích thịt heo) ở Berlin, Đức, đây không phải loại xúc xích thông thường mà là thứ xúc xích dài khoảng 40cm, khi ăn được cắt thành từng khoanh, cho thêm xốt cà có trộn bột cà ri và ớt bột. Ngoài ra còn có thể kể đến món khoai tây chiên ở Brussels, Bỉ. Khoai được chiên hai lần với dầu phộng tinh chế hay mỡ bò, trở nên xốp và giòn mà không béo, rồi được đổ lên trên xốt mayonaise, xốt tartar (trộn với hành, dưa leo...), xốt cà chua - dứa... hay bất cứ thứ xốt nào trong khoảng mười thứ xốt được bày ra.

### Châu Á

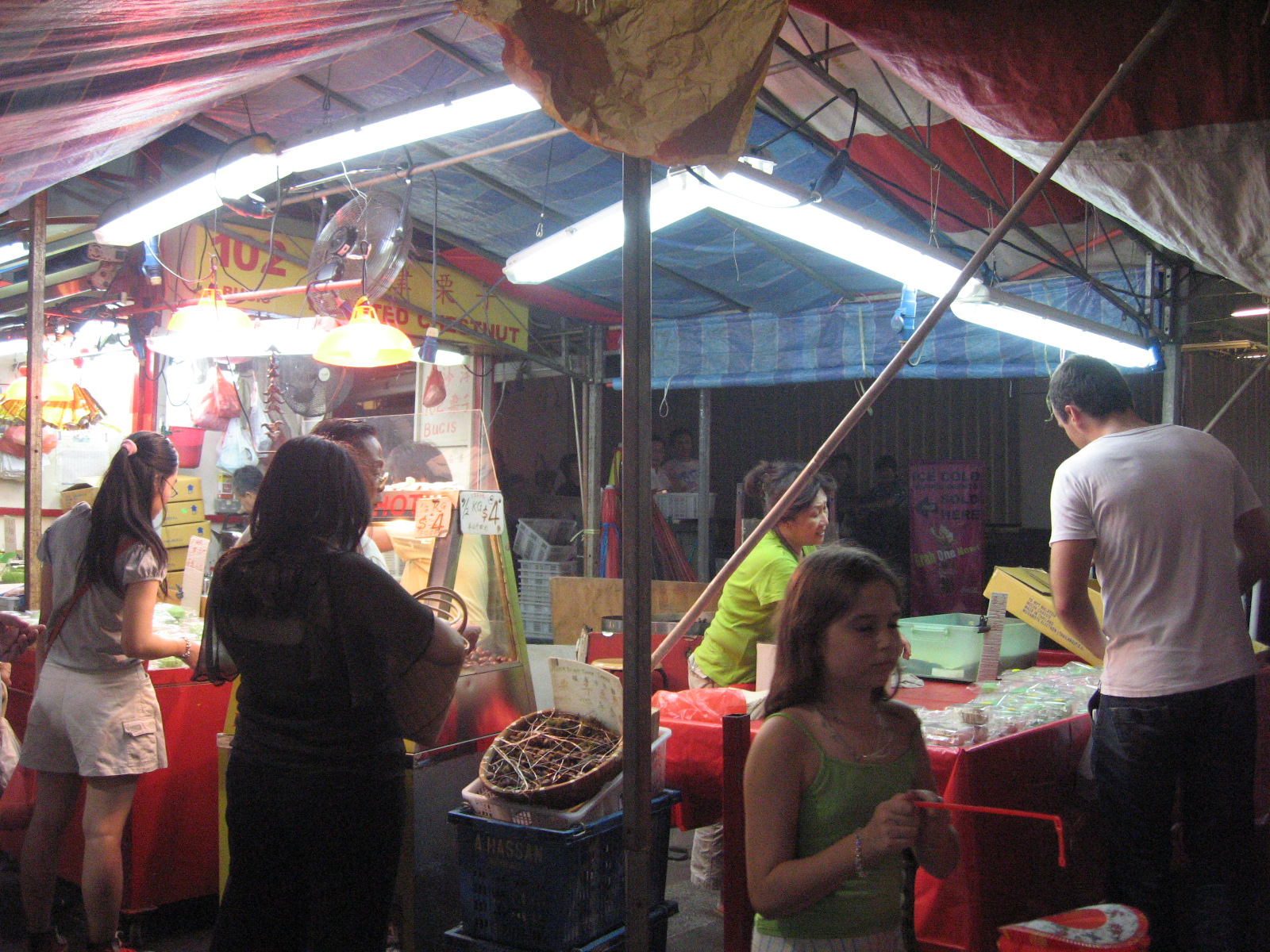
Thức ăn đường phố ở Sigapore

Singapore là nơi tụ họp đông đảo người dân châu Á: Trung Quốc, Indonesia, Ấn Độ, Malaysia. Tại Old Airport Road Food Centre, có món ăn kiểu Ấn: cà ri đầu cá sôi, cơm gà Hải Nam (Trung Quốc), cua xốt ớt. Ở The Matter Road Seafood Barbecue có món cua đỏ mùi tỏi quyến rũ và rất nhiều thứ xốt khác. Còn ở Toa Payoh Rojak chỉ bán rojak, một loại salad gồm trái thơm, dưa leo cùng với nhiều loại rau trái khác, trộn với một loại xốt làm bằng me và tôm quết nhuyễn. Ở Bangkok, Thái Lan có món gỏi đu đủ xanh  hay còn gọi là Som tam là món đu đủ xanh giã trộn với đậu phộng, tôm khô, chút nước mắm, đường thốt nốt và nước cốt chanh rồi cho vào bịch nilông để khách hàng mang đi. Món Bhel Puri ở Mumbai, Ấn Độ gồm cơm, sev (mì sợi nhỏ chiên), khoai tây, hành tím và ngò. Trước khi ăn, tương ớt me được cho vào đĩa để không chỉ kích thích khẩu vị mà còn làm cơm và sev mềm đi, trở thành một hỗn hợp vừa mềm vừa giòn. Các món ăn đường phố là một trong những nét của du lịch Campuchia với nhiều món ngon và độc đáo như: Châu chấu chiên ớt và rang giòn và bọ cạp chiên những món ăn côn trùng nổi tiếng của Campuchia, bánh tôm bao bột, Nước thốt nốt ngọt, chắt lọc từ hoa thốt nốt nên hương vị rất tinh khiết, được nấu thành đường, nước lá dùng để giải khát được bán rất nhiều trên đường phố Campuchia.

## Tại Việt Nam

### Vai trò

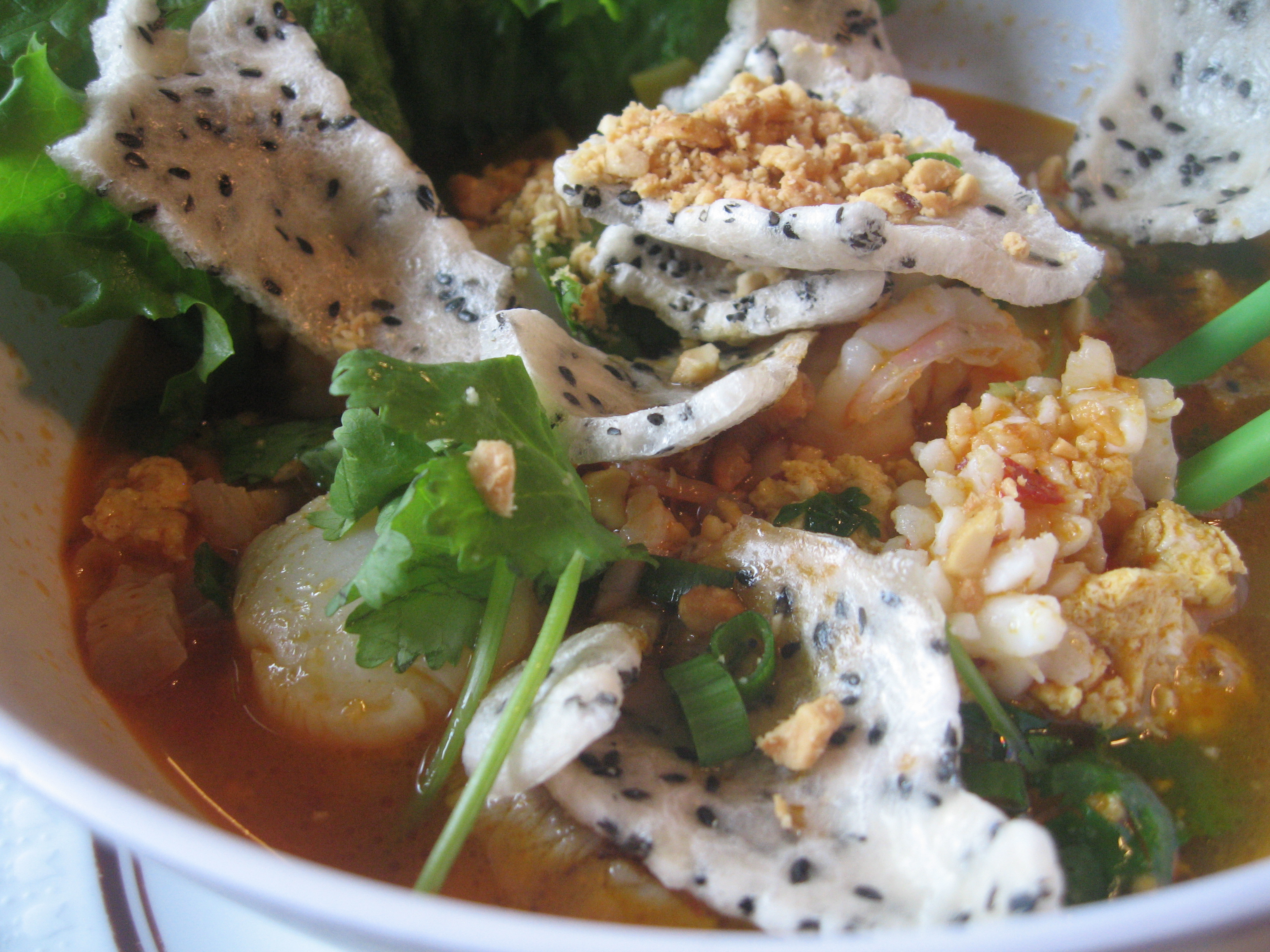
Một tô mì Quảng

Thức ăn đường phố và các hàng rong là nét văn hoá riêng của cộng đồng người Việt. Nó phản ánh lối sống và sự phát triển xã hội ở Việt Nam việc sử dụng thức ăn đường phố là thói quen của nhiều người Việt Nam. Việc phát triển loại hình dịch vụ thức ăn đường phố là nhu cầu tất yếu của cuộc sống, vì thuận lợi, rẻ tiền, giải quyết công ăn việc làm,...  đặc biệt đối với các nước đang trong quá trình công nghiệp hóa hiện đại hóa Đặc biệt là ở các đô thị đông dân và giá cả sinh hoạt tăng cao khiến nhiều người dân chấp nhận sử dụng các loại thức ăn đường phố. Theo một số liệu điều tra của Trung tâm dinh dưỡng Thành phố Hồ Chí Minh thì tại đây có tới 95,5% người dân đang sử dụng thức ăn đường phố trong đó 51% dùng làm bữa ăn hàng ngày, 82% dùng làm bữa ăn sáng. Ở Việt Nam có nhiều món ngon như nem chua rán ở Hà Nội, ngoài ra các món ăn đường phố vô cùng đa dạng, phong phú như Hủ tíu, bún, cháo, mì Quảng, bánh canh, bánh mì kẹp, hủ tiếu gõ....

### Thực trạng

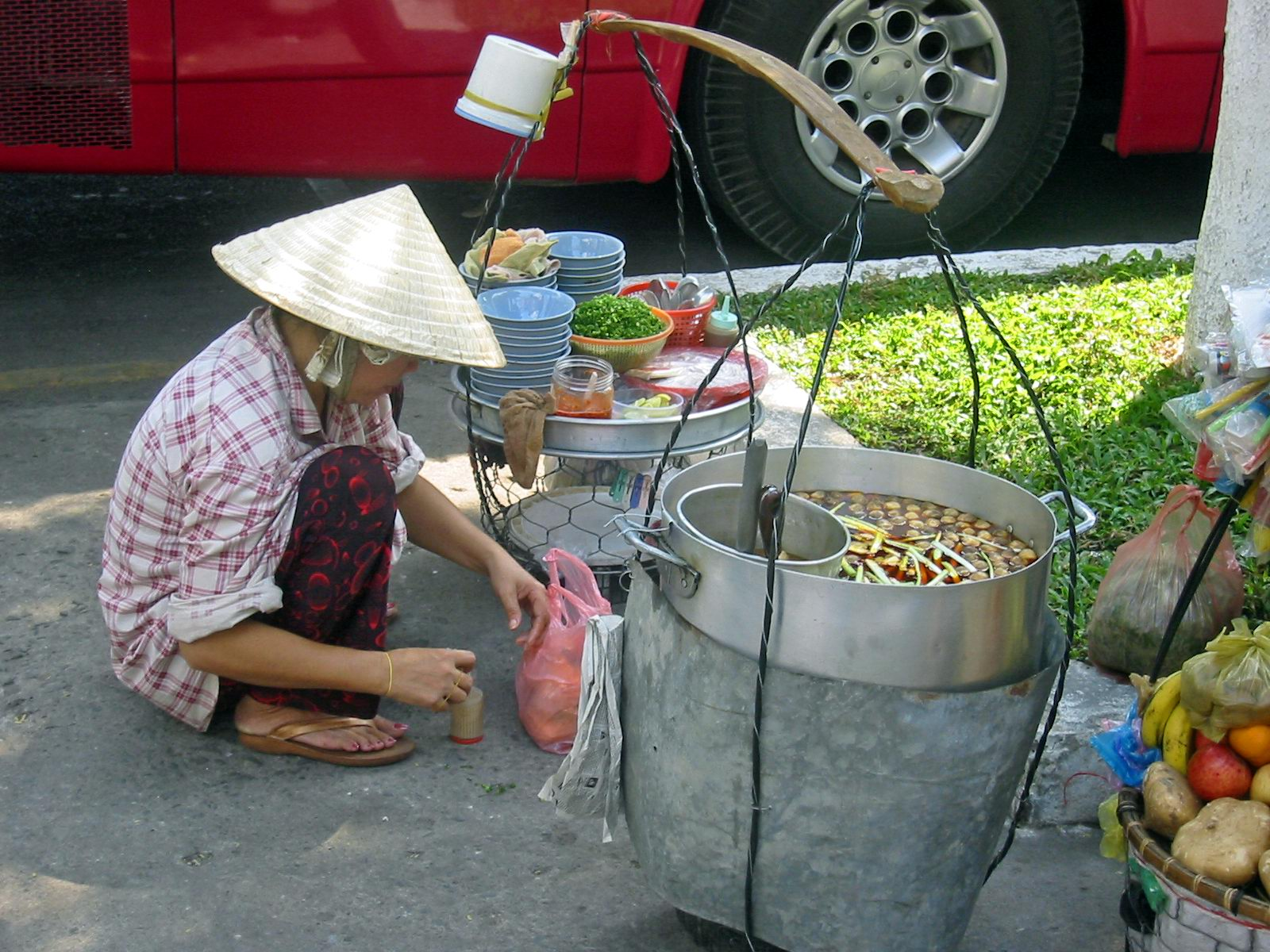
Bày bán thức ăn ngay tại bến xe ở Việt Nam

Tuy nhiên, bên cạnh những lợi ích mà thức ăn đường phố mang lại cũng đồng nghĩa với nhiều nguy cơ không bảo đảm sức khỏe cho người tiêu dùng ở Việt Nam, nhất là ở các quán hàng nhỏ lẻ tự phát thì nguy cơ mất vệ sinh an toàn thực phẩm càng cao đó cũng là những mối nguy tới sức khỏe, tính mạng người sử dụng, thậm chí là tới cả cộng đồng. Tại các đô thị lớn, quán ăn vỉa hè mọc lên rất nhiều, dù mất vệ sinh nhưng luôn đông khách. Các quy định về xử phạt hành vi vi phạm liên quan đến thức ăn đường phố đều không khả thi Nguy cơ ngộ độc thực phẩm từ các loại thức ăn đường phố ở Việt Nam là rất cao.
Tại Việt Nam từ nông thôn đến thành thị, từ miền xuôi đến miền ngược, từ hải đảo đến miền núi ở đâu cũng có thức ăn đường phố dưới nhiều hình thức đã và đang được phát triển rất mạnh và đa dạng, được bày bán nhiều trên vỉa hè, trước một số cơ quan đơn vị của các đường phố, các chợ, các bến tàu, bến xe, trước các cổng trường học, bệnh viện... sẵn sàng đáp ứng nhu cầu của khách hàng bất cứ lúc nào, mọi lúc, mọi nơi, còn khách hàng thì vẫn ăn uống ngay tại các quán vỉa hè mà không quan tâm hoặc chú ý gì đến vệ sinh và môi trường bị ô nhiễm bụi đường và khói do xe cộ các loại qua lại gây ra. Thực tế Việt Nam hiện nay, các cửa hàng ăn di động, gánh hàng rong, xe đẩy kém vệ sinh vẫn rong ruổi trên khắp các con đường của thành phố, tiến sát cổng các trường, chợ, bệnh viện.
Theo một Điều tra Bộ Y tế Việt Nam về thức ăn đường phố tại 11 địa phương thì hầu hết bàn tay của người kinh doanh, chế biến thức ăn đường phố đều bị nhiễm vi khuẩn E.coli như Hà Nội là 43,42%, Sài Gòn 67,5%, Đà Nẵng 70,7%, các thực phẩm, thức ăn cho dù đã được nấu chín nhưng qua kiểm tra vẫn phát ra nhiều vi khuẩn gây bệnh nguy hại. Tại Nam Định, 100% mẫu các loại giò, chả, nem chua, lòng heo chín có vi khuẩn E.coli, còn tại Thành phố Hồ Chí Minh là 90% bị nhiễm E.Coli, ngoài ra mặt hàng kem bán tại các cổng trường học ở đây cũng nhiễm tới 96% có vi khuẩn gây bệnh tiêu hóa. Cũng theo một số liệu của nhà chức trách trong năm 2002 cho biết qua kiểm tra 371 bếp ăn tập thể, cơ sở đạt yêu cầu vệ sinh là 85%, trong 53 mẫu bánh phở được xét nghiệm vẫn còn 48,2% số mẫu chưa đạt tiêu chuẩn về lý - hóa, 79 mẫu tương ớt tại các quầy phở có 85% số mẫu không đạt yêu cầu. Xét nghiệm phẩm màu trong bánh kẹo, bỏng, kem, nước giải khát vẫn còn 5/94 mẫu không đạt yêu cầu. Trong 50 mẫu chè thập cẩm các loại phát hiện 6 mẫu sử dụng cy-clam-ma-ty (chất tạo ngọt) không được phép sử dụng.

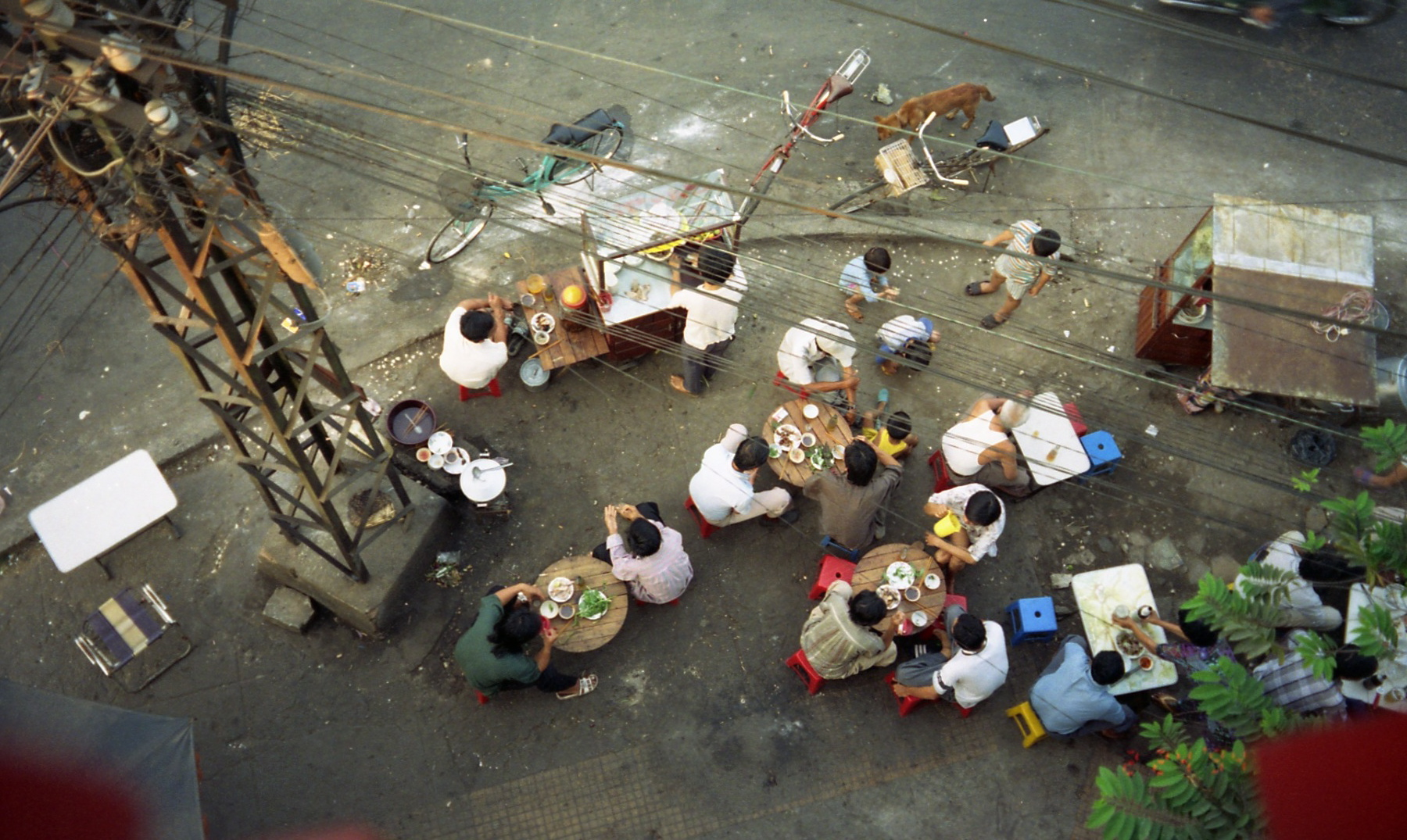
Thức ăn đường phố tại thành phố Hồ Chí Minh

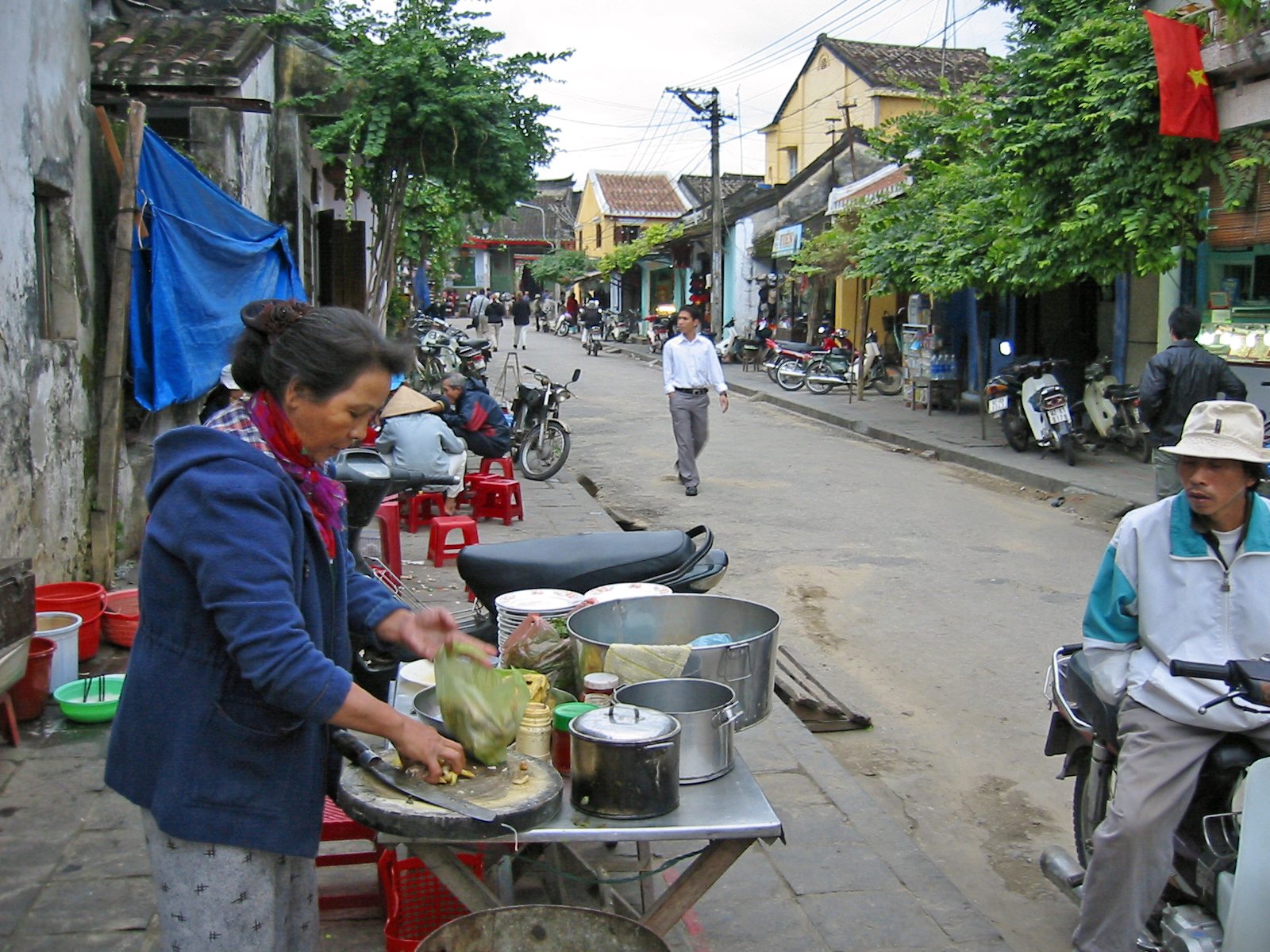
Bốc đồ ăn cho khách bằng tay trần ở Việt Nam

Riêng tại Thành phố Hồ Chí Minh có đến 84,3% thức ăn đường phố không đảm bảo vệ sinh an toàn thực phẩm, 85,7% bán hàng ở lòng lề đường, trong đó 27% bán ở các nơi gần cống, rãnh, bãi rác, nhà vệ sinh công cộng và đã có gần 30% khách hàng khi ăn thức ăn đường phố bị ngộ độc (ói mửa, tiêu chảy, đau bụng) ngay sau khi sử dụng, 3,5% trong số đó phải nhập viện Trong năm 2010 đã thanh tra 25.434 cơ sở kinh doanh thực phẩm, phát hiện 3.940 cơ sở vi phạm. Trong đó, vi phạm nhiều nhất là sản xuất, kinh doanh thực phẩm ở môi trường không đảm bảo vệ sinh (gần 20%), thiết bị dụng cụ chứa đựng thực phẩm không an toàn vệ sinh (16%), phần lớn vi phạm an toàn vệ sinh thực phẩm thuộc hộ kinh doanh nhỏ, cố định và người bán thực phẩm đường phố.
Một kết quả khác cũng ở tại Thành phố Hồ Chí Minh là có đến 26,8% trường hợp thức ăn đường phố được sử dụng để bán tiếp trong ngày hôm sau, có 28,9% khách hàng đã bị đau bụng, ói mửa, tiêu chảy sau khi ăn thức ăn đường phố (tỉ lệ nhập viện vì ngộ độc thức ăn đường phố là 3,5%), 43,5% người bán sử dụng tay (không dùng dụng cụ gắp thức ăn) để bốc thức ăn. Trong số đó có gần 1/2 người bán hàng có móng tay dài hoặc móng tay ngắn không sạch sẽ. Không người bán hàng nào đeo khẩu trang và tạp dề khi bán hàng như quy định. Ngoài ra, gần 30% điểm bán thức ăn đường phố đặt gần bãi rác, nhà vệ sinh, khu vực cống rãnh, 100% cơ sở bán không đủ nước sạch sử dụng... Trên thị trường vẫn trôi nổi nhiều mặt hàng không rõ nguồn gốc, xuất xứ hoặc có sử dụng những phụ gia ngoài danh mục cho phép của Bộ Y tế như phẩm màu RhodamineB, hàn the, phooc-môn.
Theo kết quả điều tra khác, thức ăn chín đường phố Hà Nội có tỷ lệ nhiễm khuẩn E.coli từ 70-90% với món nộm thập cẩm, nem chua, giò, nem chạo. Cũng theo điều tra này, bàn tay người làm dịch vụ thực phẩm rất bẩn. Cũng tại Thủ đô, tỷ lệ bàn tay người làm dịch vụ thực phẩm thức ăn đường phố nhiễm E.coli chiếm tới hơn 40%. Các chuyên gia thực phẩm nhận định, với thực trạng chế biến thức ăn như thế, việc bị ngộ độc thực phẩm, nhiễm bệnh đường ruột, nhiễm các loại giun, sán là điều khó tránh khỏi. Tại Huế, 98% cơ sở thức ăn đường phố không đạt chuẩn vệ sinh. Hiện tại có đến 98% cơ sở kinh doanh thức ăn đường phố không đạt tiêu chuẩn vệ sinh an toàn, tỷ lệ nhiễm vi sinh vật trong mẫu thức ăn ở các quán ăn đường phố cũng lên tới gần 70%. Đặc biệt, hai loại thực phẩm đường phố thường xuyên được học sinh, sinh viên sử dụng là bánh mỳ và kem thì tỷ lệ không đạt tiêu chuẩn vệ sinh lên đến gần 67%.
Ở một số cơ sở kinh doanh thức ăn đường phố thì công nghệ chế biến bẩn, nguồn thực phẩm kém chất lượng, đơn cử là những vụ việc được báo chí phản ánh như: Để có nồi nước lèo màu mỡ gà, nhiều gánh hàng rong đã cho vecni (varnish) dùng để đánh bóng gỗ vào nồi nước, khi chế biến thì những đống thịt bò, xương, hành, rau được xếp lổng chổng trên nền xi măng nhầy nhụa bùn đất và mỡ. Bát đũa thì được rửa trong một chậu nước đen sánh như nước cống, xung quanh chậu mỡ bò bám lâu ngày mốc đen kịt. Bát đũa rửa xong được tráng qua một lần nước người bán bày thức ăn ngay trên nắp cống hoặc cạnh nơi tập kết rác đang bốc mùi hôi thối, ruồi nhặng bay đầy, đáp cả vào thức ăn. Thức ăn được đựng trong những túi ni lông hoặc đặt trên mấy viên gạch kê tạm bợ rồi bày ngay dưới đất, sát đường đi không cần che đậy. Ở Việt Nam, đến 94% thức ăn đường phố bị thả lỏng, không thể quản lý, giám sát.
Bộ Y tế Việt Nam đã liên tục cảnh báo nguy cơ dịch bệnh từ thức ăn đường phố, tuy nhiên một bộ phận không nhỏ người dân vẫn chưa quan tâm. Trái ngược với các cảnh báo này, tại các thành phố lớn, quán ăn vỉa hè vẫn mọc lên, dù biết mất vệ sinh nhiều nguy cơ tiềm ẩn, dịch tiêu chảy cấp, dịch tả, ngộ độc thực phẩm nhưng thực khách vẫn ăn và kẻ bán, người ăn vẫn tấp nập. Các nhà chuyên môn nhận định sự tái xuất hiện của bệnh tả trong thời điểm thời tiết chuyển dần sang hè sẽ có nhiều cơ hội phát tán nếu người dân không có ý thức phòng bệnh hiệu quả. Người bán thức ăn đường phố thường không (hoặc ít) hiểu biết về việc đảm bảo vệ sinh an toàn thực phẩm cho người tiêu dùng thậm chí một số người vì lợi ích trước mắt mà coi thường sức khỏe và sinh mạng của thực khách, kết cấu hạ tầng kém, đường sá, vỉa hè nhiều bụi bặm, nguồn nguyên liệu chế biến thực phẩm gần như nằm ngoài vùng kiểm soát của cơ quan chức năng. Việc bảo quản, chế biến thức ăn đường phố cũng thường không đảm bảo, nguyên liệu thường dễ bị nhiễm vi sinh vật, có giá rẻ và không rõ nguồn gốc. Dụng cụ chứa thức ăn không đạt tiêu chuẩn, thức ăn phần lớn không được che đậy, hay che đậy sơ sài, người bán hàng đều dùng bàn tay trần bốc thức ăn rồi đếm tiền. Các địa điểm bày bán thức ăn phần lớn được đặt ngay trên mặt đất, gần với cống rãnh, hố ga, nhà vệ sinh công cộng, bệnh viện  Một số liệu thống kê cho thấy đã có trên 55 vụ ngộ độc thực phẩm do thức ăn đường phố gây ra làm hơn 1.300 người tử vong trong vòng ba năm (từ 2005 đến 2008).